# Clarissa Pinkola Estés
Clarissa Pinkola Estés (Indiana, 27 de gener de 1943 o 1945) és una psicoanalista junguiana, especialista en processos posttraumàtics, poeta, escriptora americana, dedicada a la recuperació, anàlisi i difusió de la tradició oral i les narracions populars, coneguda especialment pels seus dos llibres Women Who Run With the Wolves: Myths and Stories of the Wild Woman Archetype (1992) i The Faithful Gardener: A Wise Tale About that Which Can Never Die (1996).

## Biografia
L'any del seu naixement no se sap amb claredat: la mateixa Estés ha declarat diferents anys de naixement en diferents entrevistes, des de 1943, 1945, 1946 o 1949. Nascuda de pares mexicans, fou adoptada a l'edat de quatre anys per immigrats d'Hongria a la zona rural l'Indiana, Estats Units. Va créixer en un entorn rural, un poble de 600 habitants a la regió dels Grans Llacs. Durant la seva infantesa, va estar envoltada de gent de diferents cultures (immigrants als Estats Units) i persones analfabetes (com ho van ser tant els seus pares biològics com els adoptius). Aquest fet, segons la mateixa Estés, li va permetre accedir al coneixement de les històries tradicionals i la saviesa popular de diferents tradicions, cosa que la va influir en el seu treball posterior.

## Trajectòria
Es va graduar en psicologia al Loretto Heights College, i més tard, l'any 1981, es doctorà al Union Institute de Cincinnati. Ha treballat com a psicoanalista privada i ha dirigit el C.G. Jung Center for Education and Research. Se li atorgà el títol de Cantadora o Guardiana de les antigues històries de la tradició hispana de l'estat de Colorado. És la cofundadora i codirectora de la Colorado Authors for Gay and Lesbian Equal Rights, i la fundadora de la C.P. Estés Guadalupe Foundation de Colorado.

### Obra
Clarissa Pinkola Estés és autora de nombrosos llibres d'assaig i poesia, d'entre els quals destaca especialment Women Who Run With the Wolves: Myths and Stories of the Wild Woman Archetype (1992): primerament el llibre rebé algunes males crítiques del sector acadèmic, alegant que l'autora barrejava un redactat acadèmic amb opinions i valoracions personals. Tanmateix, amb pocs mesos el llibre fou guardonat amb el premi "Book of the Year Honor Award" de l'American Booksellers Association, i best seller de la llista de The New York Times durant 145 setmanes seguides. En aquest assaig, l'autora cerca, a través de diferents narracions mítiques, contes i tradicions orals de diverses cultures, l'arquetip de la Dona Salvatge. Estés va trobar el paral·lel entre la dona i el llop mentre estudiava la vida salvatge, especialment la biologia del llop. En les seves paraules: 
"Els llops i les dones són relacionals per naturalesa, inquisitius, dotats de gran resistència i força. Són profundament intuïtius, i es preocupen molt per les seves cries, la seva parella i el seu ramat. I tanmateix, tots dos han estat perseguits, assetjats i falsament acusats de ser devoradors i retorçats, massa agressius, i de menys valor que els seus detractors".
Per a Estés, la naturalesa salvage de les dones i els llops està íntimament relacionada amb la intuïció, la creativitat i en saber quina eina usar en cada moment. La societat i la cultura imperant han arravatat a les dones la capacitat d'entrar en contacte amb aquesta naturalesa salvatge i intuïtiva, la part més vital i interessant de l'ànima femenina segons l'autora, i a través de la seva obra Estés advoca per recuperar-la a través de mites, narracions, introspecció i consciència. Segons Estés, les històries tenen el poder de guarir perquè reconforten les persones a nivell subconscient, un nivell on els finals feliços encara són possibles i on resideix el coneixement per descobrir les respostes sobre si mateixos.
Publicacions destacades de l'autora: 
- Untie the Strong Woman: Blessed Mother's Immaculate Love for the Wild Soul, Sounds True Books, USA, 2011
- The Faithful Gardener: A Wise Tale About that Which Can Never Die, Harper SanFrancisco, USA, 1996
- The Gift of Story: A Wise Tale About What is Enough, Ballantine, USA, 1993
- Women Who Run With the Wolves: Myths and Stories of the Wild Woman Archetype, Ballantine, USA, 1992

### Premis i reconeixements
Clarissa Pinkola Estés ha estat guardonada amb diversos premis al llarg de la seva carrera:
- Premi "Las Primeras": National Latina Foundation in Washington DC, MANA, 1992
- Premi "Book of the Year Honor Award", American Booksellers Association, 1993 el seu llibre Women Who Run With the Wolves
- Premi de la Colorado Authors League, 1993
- Premi The President's Medal for social justice, The Union Institute, 1994
- Premi Joseph Campbell "Keeepers of the Lore", Joseph Campbell Festival of Myth, Folklore, and Story, 1994
- Premi d'escriptura, Associated Catholic Church Press, 1994
- Premi "The Gradiva" de la National Association for the Advancement of Psychoanalysis, New York, 1995